# 性别研究
性别研究（英語：Gender studies）是一个跨学科研究的学术领域，核心研究范围为性別認同和社會性别代议。性别研究这一领域包含了婦女研究（探讨女性、女性主義、性别身份、政治）、男性研究以及酷儿研究。有时候，性别研究也会与性身份研究同时进行。
这些学科在文學、语言、地理学、历史、政治学、社会学、人类学、电影理论、媒體研究、人类发展、法律、医学等方向研究社會性别以及性身份。此外，它也分析人種、族群、地理位置、社会阶级、國籍和身心障礙如何影响到性与性别相关问题。
对于性别，西蒙娜·德·波伏娃说过："On ne naît pas femme, on le devient."（我們不是天生成為女人，我們學習成為女人。） 这一观点认为，在性别研究当中，“性别”（gender）一词应当指男性气质与女性气质这些社会、文化建构，而非仅限于男性、女性这两种不同状态。 然而，这一观点并不被全部性别理论家认同。许多社会学家认同波伏娃的观点（参见性别社会学），但也存在许多来自不同背景、持不同观点的性别研究领域贡献者，例如精神分析学家雅各·拉冈和女权主义者朱迪斯·巴特勒。
性别与文学理论、戏剧学、电影学、述行性、当代艺术史、人类学、社会学、社会语言学与心理学等许多学科相关。但这些学科研究性别的方式与目的有时有所不同。人类学、社会学和心理学常把性别作为实际行动来研究，而文化研究领域则着重研究性别的表现。在政治领域，性别被政治参与者用来表明自己对许多问题的看法。性别研究本身也是一个学科，整合了来自许多不同学科的研究方法。